# 總之就是很可愛
《總之就是很可愛》 是畑健二郎的日本漫画作品，於週刊少年Sunday（小學館）2018年12號開始連載至今。截止2024年6月，單行本累計發行超過550萬冊。漫畫相關工作人員將其簡稱為。
與許多男女主角珠聯璧合便代表著故事已到尾聲的戀愛漫畫不同，本作故事一開始男女主角就兩情相悅，並且結為連理，以講述夫婦之間的愛情為特色。作為彩蛋，故事中時常還會有畑健二郎另外一部作品旋風管家中的角色出現。

## 故事概要
學業優秀、正在備考高中入學考試的由崎星空，在一個雪夜中偶遇在街對面小憩的少女月讀司，並對她一見鍾情。正當星空跨過街道打算向司搭訕時，迎面卻駛來了一輛卡車。幸得司捨身相救，星空得以保住性命，但司卻沒有留下名字便轉頭離去。害怕司會像輝夜姬一樣就此和自己永別的星空，不顧身上的重傷起身奮力追趕司，並對其告白。司告訴星空「如果你願意和我結婚，那我就跟你交往」，星空當即答應，隨後昏倒在地。
之後，在病房裡甦醒的星空，每日都在進行復健和唸書，在重讀一年中三後在高中入學考試中奪得榜首。但對司念念不忘的星空放棄入學，心懷與司重逢的期望搬出父母家開始了獨自生活，每天都全身心投入到各類打工中，但工作數年卻依然未能找到司。在星空滿18歲那年的某天晚上，司突然造訪星空的住處，來意正是要兌現在那個雪夜中與星空的承諾。星空雖然對此感到一頭霧水，但仍然與司辦理了結婚登記，互不了解的兩人，在婚後的共同生活中感情日漸加深。

## 登場人物

### 主要人物
由崎司 （日语：／ Yuzaki Tsukasa，聲：鬼頭明里）
生日是4月3日，血型O型，白羊座。身高154公分。
在星空遭遇車禍時捨身相救，面對星空的告白時以結婚為前提答應和星空交往，在2年後某一天夜晚突然出現在星空的公寓門前，兌現承諾與他結婚。舊姓「月讀」（／），婚後改從夫姓為「由崎」。
被星空稱為「宇宙最可愛的我的老婆」，得知星空也曾向他的父母如此描述自己時非常害羞。非常喜歡星空，但一開始並沒有告訴星空自己是什麼時候喜歡上他的，之後從故事中得知她喜歡星空的理由就是他為人的正向思考與言論，以及從不輕易說出放棄和不說負面言論的這些優點吸引了她。一開始被星空稱作「司小姐」（司さん），但婚後決定改稱呼為「小司」（司ちゃん）。
在被星空示愛時雖然會感到害羞而面紅耳赤，但是心裡是非常開心的。對於星空積極的求愛行為會臉紅並嬌嗔，但是不討厭他這樣的行為。
乍看之下是個冷艷無口屬性的美少女，但其實意外地對電視節目、電影、動畫、遊戲非常熱衷，還很不服輸。從超人氣電影到B級片皆有涉獵、還完整觀看過許多長篇系列電影，沉迷中的遊戲也玩得相當熟練，因此對星空的家裡沒有電視感到相當震驚。此外還有對低反彈棉被深感興趣、對服務站的美食廣場感到非常期待等好奇心旺盛的一面。故事中期也可得知是個十分害怕寂寞的人。
睡相很差，但是睡眠前會習慣將自己的頭髮綁成包包頭（但因為睡相太差的關係，通常醒來時頭髮是散開的），還有睡眠到一半還會起床補充水分的習慣（據星空所描述似乎是司睡眠時體溫較高的原因）。
身體狀態意外的結實。在故事一開始時遭到卡車撞擊的傷很快就復原了；曾說「我的身體…不會生病也不會受傷…」；曾對千歲說「從第一次見到妳的時候起，我就一直是…十六歲的普通小女生」。
對於已經逝去的日本歷史其實不太感興趣，但是卻完全記得歷史發生的過程乃至於種種發生的細節，以及星空所提及歷史人物的過去。有著不合外表年齡的老年人式的舉止，比如對於自動機械類的物件以及現代科技3C產品非常不熟悉，相比機械，還是喜歡自己動手做事。會自己穿和服，還能夠熟練使用緣的日本刀。
第一部結尾處正式揭露其真實身分是竹取物语中，奉天皇命令銷毁輝夜姬贈送的不老藥的使者岩笠（つきの岩笠）的女兒（當時16歲，距今約1400年之前）。眼看著女兒重病，隨時都有可能會死，所以岩笠將不老藥給了其女兒喝下，得到不老不死之身。在得到不死身後逃出村子，也忘記了之前的名字，而後被聖德太子以「司管人類歷史之人」命名為「司」。因為不死身而被視為怪物，且重視的人都會留下自己一一逝去，獨自承受了千年的孤獨。希望能找到輝夜姬讓自己變回人類，以結束這趟無盡的旅途。
曾離開日本周遊列國，故在世界各地累積了不少人脈，甚至被尼古拉·約瑟夫·居紐（汽車發明者）稱為老師，所以也見證了一些重大的發明及建築（如汽車及帝國大廈），二戰時回到日本。在京丸的深山有棟房子作為隱匿處，數百年來也協助藏匿了許多歷史上下落不明的人物（如靜御前）。阿波羅計畫後萬念俱灰之時曾成為家裡蹲，直到發現時子時日無多，不想再浪費她的生命，才決定離家出走。
由崎星空 （日语：／ Yuzaki Nasa，聲：榎木淳弥、庄司宇芽香（兒時）
生日是5月5日，18歲，血型A型，金牛座。身高169.5公分，乃是作者有意為之、「絕妙地不到170公分」的身高。）
對自己寫作「星空」卻讀作「NASA」的名字相當不滿，因此立志成為比NASA更厲害的人、讓別人不再取笑他的名字，是個實幹家。口頭禪是「我是比NASA還要更接近光速的男人」。其學歷受到他周遭人們的認可，但課業之外的知識卻是壓倒性地不足。
對司一見鐘情，即使遭遇車禍身負重傷雙腿骨折也依然奮力起身去追求司，在答應完司的要求後因傷勢過重昏迷並失去部分記憶。出院後努力讀書與復健，恢復健康後因不及參加高中考試而重讀一年中學，畢業後為了見到司而不繼續升學，而找了許多可以面對群眾的工作（比如超商店員等）並試圖再跟司見上一面，可惜最後徒勞無功。之後在滿18歲那年的某一天與司重逢，星空雖然對這情況感到非常困惑，但因為司「實在太可愛了」於是當即與她簽署結婚申請書。被司稱呼為「老公大人」（だんな様）。
理科生頭腦與性格，個性外向，社交及溝通能力極強。打從心底深愛著司，堅信司是全宇宙最可愛的人。也有偷偷聞司換下來的衣服上的味道、幻想與司一起去、瘋狂拍攝大量司的相片、希望與司同床共枕而眠、希望與司一同洗鴛鴦浴等身為青春期男子的一面。在這段感情中非常積極但還未適應，與司相擁或接吻時仍會面紅耳赤。
頭腦聰明，但在感性方面與常人迥異。譬如因為已經把貴重物品存放到銀行、重要數據保存到iCloud，而放出「就算房子被燒毀也無所謂」的豪言；不知道洗衣袋為何物；只考慮營養和性價比，而每天都在吃相同調味的火鍋等。
被司認為長得有點像聖德太子，自己也曾以聖德太子的角度作夢。
第一部完結前回想失去部分的記憶，他在遭遇車禍追上司及答應其要求後倒地失去知覺，由於救護車在大雪下不能前來他倒地的位置，司為了救他而讓他喝下自己的血，使他恢復部份知覺。其後司解釋結婚只是試探，亦說自己是1400年前的人及不老不死之身，希望能夠上月亮找到輝夜姬或者變回普通人，聽完這個瘋狂及不科學的說話並未動搖且答應了司的要求。

### 有栖川家族
有栖川要 （日语：／ Arisugawa Kaname，聲：芹澤優）
星空國中時的學妹，星空家附近的錢湯「草津温泉風湯布院」老闆的女兒。高中一年級，15歲。喜歡講黃色笑話。個性較星空認真，經常對星空提出各種成熟的建議，特別是在戀愛方面。
本來以為星空沒有性欲會一直保持單身至30歲，並打算在30歲時告訴他「你終於成為魔法師了」的話語嘲諷，有著對於星空是性冷感方面的微妙誤會，可是因為星空跟司結婚的關係而感到驚訝。
時常在星空做出奇怪舉動以及洗澡時剛好很巧妙地出現在現場，對於男澡堂內洗澡的星空裸體沒有任何感覺，據本人所說是因為常常這樣突襲打掃男澡堂，所以已經看習慣了。
對於自己姐姐天然呆的行為已經覺得麻木，但還是會吐槽。
稱呼星空為「學長」，稱呼司為「司小姐」（つかっさん）。
有栖川綾（日语：／ Arisugawa Aya，聲：上坂堇）
星空的國中同學，星空家附近的錢湯「草津温泉風湯布院」老闆的女兒，有栖川要的姐姐。外表非常漂亮，喜歡星空，但是是暗戀。個性天然呆的程度，以妹妹的角度形容是已經突破天際。
由於是暗戀的關係，因此始終沒有跟星空表白，而星空本人亦不知情，直到母親直接了當的跟她說「星空已經跟司結婚了」，這才注意到司和星空的姓氏相同是因為結婚改夫姓的關係，因而大受打擊。失戀後決定作為youtuber「綾P」出道，頻道小有名氣。
重度遊戲玩家，一開始以為司是星空的妹妹之類的家人，知道真相後為檢驗司是否配得上星空，向司挑戰玩電玩遊戲，比試結束後兩人互相認同、萌生了出友情。
OVA中提到喜歡的偶像是安室透。
有栖川姊妹的母親（聲：久川绫）
為澡堂「草津温泉風湯布院」的經營者。
也因為有著被丈夫戴綠帽的過去，覺得綾值得為失戀感到傷心的程度「比羽毛還要輕」。
偶爾會給星空一些交往時能親密接觸的建議，或許要會講黃色笑話的習慣是因她而來，也和要一樣好奇星空和司的新婚生活。
有栖川姊妹的父亲
為澡堂“草津溫泉風湯布院”的前經營者。為了增加營業額，而胡亂經營期間（例如挪用店裡的資金中飽私囊、試圖為錢湯增加萌系吉祥物等），導致澡堂的生意每況日下，後來更與為吉祥物配音的聲優私奔。
在有栖川家留下了很多旧的电脑、游戏等。虽被要她们把这些东西称作“垃圾”，但司却对这些东西觉很有兴趣，称作“宝库”。

### 鍵之寺家
鍵之寺千歲 （日语：／ Kaginoji Chitose，聲：小原好美）
月讀時子的外孫女，鍵之寺栞的女兒。仰慕司、並將司稱為「姐姐大人」的14歲少女。但千歲與司並非是親姊妹，司跟星空解釋時稱她是「曾經承蒙照顧的人家的小孩」。小時候被司救了一命。
與司一樣喜歡影視方面的電視作品。
因為相當仰慕司，因此無法接受司與星空結婚，不僅綁架星空到自家，還曾為此在司與星空前去奈良見星空的父母時前去阻撓。在詰問星空作為戀人對司的想法時，被星空的主張「就是為了證明這份愛才和司結了婚」說服，回去東京。之後在與由崎夫婦和其他角色互動下對於星空的態度逐漸軟化。
夏洛特 （日语： Shārotto，Charlotte，聲：大和田仁美）
鍵之寺家的女僕。有些許天然呆，喜歡無花果。對於羞恥心似乎沒有這方面的概念，甚至當著他人的面可以直接脫下衣服都不會感到害羞。對於影視方面不感興趣。時常因為千歲與司之間的關係而跟蹤並暗中觀察星空夫妻。
奧蘿拉 （日语： Aurora，Aurora，聲：長久友紀）
鍵之寺家的女僕。擅長使用Adobe Photoshop，而且技術非常熟練，可以將合成或者剪輯的照片修整得如同是剛拍出來的一樣。跟千歲一樣也是影視愛好者。時常因為千歲與司之間的關係而跟蹤並暗中觀察星空夫妻。
月讀時子 （日语：／ Tsukuyomi Tokiko，聲：平野文、津田美波（幼少期））
司的監護人及保證人，千歲的外祖母。時子也是司與星空在結婚申請書上所寫的證婚人之一，當時81岁。生日是4月23日。住在港區虎之門1-28這一超高級地段，前文部科學大臣，第16話以健康原因辭任。
星空與司前往溫泉旅館時第一次見到時子(第70話)，時子似乎對溫泉很有研究。
稱呼司為“姐姐大人” 。有著與年齡不符的調皮性格，也喜歡調侃司，但其實比任何人都了解她冷酷外表下的個性。據司所說，似乎是個非常了解現代最新科技的老人，與外表所見大不相同。
幼時在戰爭廢墟中徘徊的時子被司救了一命，當時的司外表也是16岁左右的樣子。為報答救命之恩，承諾要幫司實現登上月球的願望，以終結她千年的孤獨，後也利用自己的能力和司的人脈，在電腦開發和阿波羅計畫中扮演了舉足輕重的地位。然而司也認為自己的願望束縛了時子的人生。
于第一部结尾处（第145话）去世。自認為未能完全達成司的願望，故選定星空作為自己的繼承者，相信他能帶著司走到旅途的終點。
鍵之寺栞 （日语：／ Kaginoji Shiori）
司與星空在結婚申請書上所寫的證婚人之一，當時44岁，於漫畫第160話登場，為月讀時子的女兒、千岁的母親。著名日本畫畫家。其字跡像是女高中生會寫的丸文字。住在港區虎之門1-28這一超高級地段。

### 由崎家
由崎緣 （日语：／ Yuzaki Enishi，聲：江原正士）
星空的父親，考古學者，對考古非常癡迷，還特地從東京搬到「考古學的主戰場」奈良。在星空帶司去探訪父母時，緣特地向司表達了在車禍之際拯救了星空的謝意，意外地很懂得人情世故。認為星空對他們夫婦二人來說是「過於出色的兒子」，並將自己珍視的兒子生活拜託給司，請她好好地照顧他。
由崎叶香（日语：／ Yuzaki Kanoka，聲：浅野真澄）
星空的母親，因為想要看到「當地原產的」奈良鹿，因此贊同搬到奈良。
個性開朗樂觀，且非常善於推理，對於自己兒子的想法非常了解，幾乎可以完全無誤差地抓住兒子當時的心理狀態。
對於自己兒子夫婦床笫之間的知識有著微妙的誤會，因而時常提醒星空。
由崎青空 （日语：／ Yuzaki Aozora）
星空的祖父。星空名中的“空”字就是取自他的名字。被星空和缘认为是一个孤言寡语的人。
在第一次世界大战结束后不久的1919年生，经历了不少苦难和社会变迁。1939年，第二次世界大战爆发，青空被送上战场。1945年战争结束，但他却几乎失去了一切，万念俱灰决定上吊自尽时遇到了司。司教他“以善待人”，并让他“感受到了不可思议的缘分”。
认为司是鬼，因为其异于常人的耕地速度和身体素质。

### 御伽女子高中
柳直子 （日语：／ Yanaki Naoko，聲：伊藤加奈惠）
星空國中的導師，因為專心於工作所以沒交過男友，對於其他男老師的追求也沒有發現。一次在路上遇到帶著婚戒的星空，誤以為星空成了不良少年。在看到感情和睦的星空與司之後，答應了和同事谷口老師（聲：新井良平）約會，後來也與谷口老師論及婚嫁。
在第108話轉到御伽女子高中教書，星空在她的介紹下也到了御伽女子高中教授電腦程式。
伊坂早苗 日语：／ Isaka Sanae，聲：諸星堇）
星空國中的導師，柳直子的同事。
東宮（日语：／ Azumamiya，声：潘惠美）
御伽女子高中的校长。
非常赏识星空并任命他为“特任教师”。
白銀刃 (日语：／ Shirogane Yaiba，聲：長江里加)
星空班上的班長，個性嚴肅，為影像研究部的演員之一。
對鬼丸銀河情有獨鍾，曾找星空協助她告白。
紅螢 （日语：／ Kerunai Hotaru，聲：松田彩音）
星空班上的學生之一，在影像研究部負責音效。喜歡音樂，會自己偷偷上傳作品到youtube。
十分不滿男友沉迷於二次元，曾找星空諮詢感情問題。
經常協助照顧輝夜的生活起居。
與司回憶中的靜御前長相非常相似。
都春 （日语：／ Miyako Haru，聲：林鼓子）
星空班上的學生之一，在影像研究部擔任剪接師。
另一個身分是網路拉麵評論家「HAL」，曾在吃拉麵時偶遇由崎夫婦。
犬養葉加瀬（日语：／ Inukai Hakase，聲：上田瞳）
星空班上的學生之一，在影像研究部擔任導演和編劇。
宇佐美潮（日语：／ Usa Mishio，聲：羊宮妃那）
星空班上的學生之一，在影像研究部擔任攝影。
对辉夜有好感。
二子玉杰西（日语：／ Nikotama Jeshī，聲：前田佳織里）
星空班上的學生之一，在影像研究部擔任服裝師。
月光輝夜（日语：／ Gekkō Kaguya，聲：佐倉綾音）
常翹課的神秘女學生，經常穿著和服、戴口罩，在校內被稱作「公主大人」。雖然個性我行我素，但也會以自己的方式鼓勵和幫助朋友們。
和星空一樣是理工天才，能計算出通往月球的軌道，也替電影研究部製作了巨型機器道具，但幾乎沒有生活能力，需靠蛍照料生活。
作品中多次暗示她可能和1400年前的輝夜姬有關。曾言地球的大氣不適合自己，會夢到司對月亮的哭喊，自述的家庭關係也與輝夜姬相似。在264話有回到月亮的畫面。

### 其他
鬼丸銀河（日语：／ Onimaru Ginga，聲：興津和幸）
星空的表弟，17歲高中生，但是外表以及講話用詞很像黑道人士，因此經常被其他人懷疑，但只有星空仍然堅信是普通的高中生。銀河相當尊敬星空，而星空似乎也經常協助銀河的一些特殊問題。
一次將撿來的小貓送給了星空與司寄養，司將小貓取名為「吐司」。
在红萤的男友沉迷於二次元時，打破了房門，與其決鬥，最終使红萤的男友去上學。
百鬼櫻花（日语：／ Nakiri Ouka，聲：三上枝織）
星空國中的同班同學，家裡開設五金行。跟星空一樣對感情不太有興趣。
鏡球馬（日语：／ Kagami Kyūma，聲：久野美咲）
要的同學。認識星空並且稱呼他為“由崎學長（由崎パイセン）”。
性格直率，与其他人说话时总是没有距离感。
谷口惣市郎（日语：／ Taniguchi Sōichirō，声：新井良平）
柳直子老师的同事，英语教师。
对直子有好感。之后邀请柳一起去舞滨的游乐场，当中向柳告白，最后成功订婚。
卡车司机（声：宫坂俊藏）
他撞倒了准备向司搭话的星空。
区役所职员（声：三宅健太）
登记星空和司结婚的职员。赠送了一个结婚纪念品盆栽。
神似《旋风管家》中的角色“倉臼征史郎”，也是同一个声优所配的角色。
香坂陽葵（日语：／ Kōsaka Himari）
和星空就读于同一所幼儿园的少女，曾嘲笑星空的名字（写作星空读作NASA），问“长大后会不会当宇航员？”。
幼儿园的时候父亲去世了，她就离开了东京，之后一段時間就和星空再也没有联系。
七年前的一次地震和海嘯，司救了她的命，并亲眼看到司被压在了废墟下“身亡”。然而，当阳葵和阿西莫一起前往东京塔时，她再次遇到了司，她看到司还活着，而且状态和七年前一模一样，于是开始怀疑她的真实身份是否是从母亲从母亲的所说的“八百比丘尼”。
对同一所高中的同学阿西莫有好感，并经常捉弄他。
本田阿西莫（日语：／ Honda Ashimo）
成绩优异但排名总是低于星空。
高中时，他听说星空在一场事故中去世。之后在和阳葵一起前往东京塔时与星空重逢。
对同一所高中的同学阳葵有好感，经常被她捉弄和对她言听计从。
名字来源于本田的机器人品牌“ASIMO”。
铁（日语：／ Kurogane）
百鬼和星空的熟人。对百鬼有好感。

### 歷史人物
与真实历史人物有对应关系的登场人物，并非真实历史事件中的人物。
輝夜（日语：／ Kaguya）
原型是距今约1400年的日本物語作品《竹取物語》中的辉夜姬（かぐや姬）。事实上她是地外生命用来探索地球的工具。他贈送了天皇一种名为“蓬莱”的不老不死药，然后返回了月球。
天皇（日语：／ Mikado）
距今约1400年前的天皇。一次偶然邂逅了辉夜姬，并爱上了她。
一次与司偶然相遇，司教他写情书追求辉夜。后来为了感谢司，他送一个鹿皮发卡。他召集军队击退前来接走辉夜的“月之使者”，但最终并非对手，辉夜被接走。他拒绝使用蓬莱，并叫岩笠处理掉。不久天皇在政变中被杀害。
岩笠 （日语：／ Iwakasa）
司的生父，天皇的忠实部下。
当时一场瘟疫让他家只剩下了他和他的女儿。他被奉命行事销毁“蓬莱”，但司此时也染上了瘟疫，眼看自己女儿的性命岌岌可危，他选择违抗命令，偷偷将“蓬莱”给了自己的女儿，司从此获得不老不死之力。后来事情败露，天皇下令满门抄斩岩笠家，岩笠也被公开处刑
老翁（日语：／ Okina）、老妪（日语：／ Ouna）
抚养辉夜的老夫妇。
他们鼓励辉夜安排一门婚事，希望她能在他们去世後也可以幸福。在辉夜返回月球之前，老妪借助辉夜的力量生下了一个名叫“八叶（八葉）”的女孩。
厩户（日语：／ Umayado）
即后日本飞鸟时代男性皇族圣德太子。
以“人类未来的观测者，司管人类历史之人”的名义赋予“司”这个名字。
答应要完成司的愿望，但政变连他的子子孙孙都被赶尽杀绝。
菅原道真（日语：／ Sugawara no Michizane）
日本平安时代学者、汉诗人、政治家。
他根据司讲述的故事创作了《竹取物语》。

### 旋風管家角色
部份角色在漫畫及動畫並沒有出全相。
倉臼征史郎（日语：／ Kurausu Seishirō，聲：三宅健太）
又名克勞斯，三千院家前管家長。
在本作中神似給由崎夫婦登記結婚時的區役所職員。
橘亘（日语：／ Tachibana Wataru，聲：井上麻里奈）
「V橘影帶出租店」決策人。
貴島沙希（日语：／ Kijima Saki）
橘亘的女僕，負責管理3號店上方住宅，也就是星空的房东。
愛澤咲夜（日语：／ Aizawa Sakuya）
水蓮寺琉加（日语：／ Suirenji Ruka）
當紅偶像歌手，電視綜藝節目嘉賓。
瑪莉亞（日语： Maria）
御伽女子高中摄影社团拍攝恐怖电影纪录片的城堡的主人。
春風千櫻（日语：／ Harukaze Chiharu）
卡拉OK侍應生。
綾崎颯（日语：／ Ayasaki Hayate）
有栖川要解釋親吻方式給由崎星空的男方角色，旋風管家的男主人公
三千院凪（日语：／ Sanzenin Nagi）
有栖川要解釋親吻方式給由崎星空的女方角色，旋風管家的女主人公
桂雛菊（日语：／ Katsura Hinagiku）
有栖川母親解釋給由崎司丈夫懷疑有婚外情的女方妻子角色，旋風管家的第二女主人公

## 出版書籍
| 卷數 | 小學館         | 小學館                 | 來源   | 尖端出版       | 尖端出版               | 來源   |
| 卷數 | 發售日期       | ISBN                   | 來源   | 發售日期       | ISBN、EAN              | 來源   |
| ---- | -------------- | ---------------------- | ------ | -------------- | ---------------------- | ------ |
| 1    | 2018年5月18日  | ISBN 978-4-09-128263-7 | [ 22 ] | 2020年6月16日  | ISBN 978-957-10-8966-9 | [ 23 ] |
| 2    | 2018年8月17日  | ISBN 978-4-09-128384-9 | [ 24 ] | 2020年7月15日  | ISBN 978-957-10-6107-8 | [ 25 ] |
| 3    | 2018年10月18日 | ISBN 978-4-09-128557-7 | [ 26 ] | 2020年7月15日  | ISBN 978-957-10-6414-7 | [ 27 ] |
| 4    | 2019年1月18日  | ISBN 978-4-09-128778-6 | [ 28 ] | 2020年7月31日  | ISBN 978-957-10-9032-0 | [ 29 ] |
| 5    | 2019年3月18日  | ISBN 978-4-09-129087-8 | [ 30 ] | 2020年7月31日  | ISBN 978-957-10-9033-7 | [ 31 ] |
| 4+5  | 不適用         | 不適用                 | 不適用 | 2020年7月31日  | EAN 471-1228-58422-2   | [ 32 ] |
| 6    | 2019年6月18日  | ISBN 978-4-09-129164-6 | [ 33 ] | 2020年9月16日  | ISBN 978-957-10-9079-5 | [ 34 ] |
| 7    | 2019年8月16日  | ISBN 978-4-09-129315-2 | [ 35 ] | 2020年9月30日  | ISBN 978-957-10-9080-1 | [ 36 ] |
| 8    | 2019年10月18日 | ISBN 978-4-09-129433-3 | [ 37 ] | 2020年10月19日 | ISBN 978-957-10-9131-0 | [ 38 ] |
| 9    | 2020年1月17日  | ISBN 978-4-09-129544-6 | [ 39 ] | 2020年11月1日  | ISBN 978-957-10-9132-7 | [ 40 ] |
| 10   | 2020年3月18日  | ISBN 978-4-09-129565-1 | [ 41 ] | 2021年1月6日   | ISBN 978-957-10-9242-3 | [ 42 ] |
| 11   | 2020年5月18日  | ISBN 978-4-09-850070-3 | [ 43 ] | 2021年2月4日   | ISBN 978-957-10-9295-9 | [ 44 ] |
| 12   | 2020年8月18日  | ISBN 978-4-09-850171-7 | [ 45 ] | 2021年4月19日  | ISBN 978-957-10-9347-5 | [ 46 ] |
| 13   | 2020年10月16日 | ISBN 978-4-09-850269-1 | [ 47 ] | 2021年5月12日  | ISBN 978-957-10-9744-2 | [ 48 ] |
| 14   | 2020年12月18日 | ISBN 978-4-09-850284-4 | [ 49 ] | 2021年10月20日 | ISBN 978-962-30-8853-5 | [ 50 ] |
| 15   | 2021年4月16日  | ISBN 978-4-09-850396-4 | [ 51 ] | 2022年3月18日  | ISBN 978-626-31-6569-4 | [ 52 ] |
| 16   | 2021年6月17日  | ISBN 978-4-09-850591-3 | [ 53 ] | 2022年4月20日  | ISBN 978-626-31-6718-6 | [ 54 ] |
| 17   | 2021年8月18日  | ISBN 978-4-09-850641-5 | [ 55 ] | 2022年7月12日  | ISBN 978-626-33-8062-2 | [ 56 ] |
| 18   | 2021年11月18日 | ISBN 978-4-09-850734-4 | [ 57 ] | 2022年10月7日  | ISBN 978-626-33-8501-6 | [ 58 ] |
| 19   | 2022年2月18日  | ISBN 978-4-09-850871-6 | [ 59 ] | 2023年2月3日   | ISBN 978-626-35-6017-8 | [ 60 ] |
| 20   | 2022年6月17日  | ISBN 978-4-09-851156-3 | [ 61 ] | 2023年7月28日  | ISBN 978-626-35-6863-1 | [ 62 ] |
| 21   | 2022年9月15日  | ISBN 978-4-09-851263-8 | [ 63 ] | 2023年11月2日  | ISBN 978-626-37-7115-4 | [ 64 ] |
| 22   | 2022年12月16日 | ISBN 978-4-09-851478-6 | [ 65 ] | 2024年2月2日   | ISBN 978-626-37-7590-9 | [ 66 ] |
| 23   | 2023年3月16日  | ISBN 978-4-09-851770-1 | [ 67 ] | 2024年7月8日   | ISBN 978-626-37-7935-8 | [ 68 ] |
| 24   | 2023年6月16日  | ISBN 978-4-09-852122-7 | [ 69 ] | 2024年7月30日  | ISBN 978-626-37-7996-9 | [ 70 ] |
| 25   | 2023年9月15日  | ISBN 978-4-09-852841-7 | [ 71 ] | 2024年11月21日 | ISBN 978-626-40-3279-7 | [ 72 ] |
| 26   | 2023年12月18日 | ISBN 978-4-09-853048-9 | [ 73 ] |                |                        |        |
| 27   | 2024年3月18日  | ISBN 978-4-09-853176-9 | [ 74 ] |                |                        |        |
| 28   | 2024年6月18日  | ISBN 978-4-09-853376-3 | [ 4 ]  |                |                        |        |
| 29   | 2024年9月18日  | ISBN 978-4-09-853572-9 | [ 75 ] |                |                        |        |
| 30   | 2024年12月18日 | ISBN 978-4-09-853804-1 | [ 76 ] |                |                        |        |
| 31   | 2025年3月18日  | ISBN 978-4-09-854020-4 | [ 77 ] |                |                        |        |
| 32   | 2025年6月18日  | ISBN 978-4-09-854151-5 | [ 78 ] |                |                        |        |

總之就是很可愛 官方FANBOOK 結婚金言集
| 冊數 | 小學館         | 小學館                 | 尖端出版社    | 尖端出版社                                     |
| 冊數 | 發售日期       | ISBN                   | 發售日期      | ISBN                                           |
| ---- | -------------- | ---------------------- | ------------- | ---------------------------------------------- |
| 全   | 2020年12月18日 | ISBN 978-4-09-850341-4 | 2022年2月18日 | ISBN 9786263163690 EAN 4711228587629（特裝版） |

## 軼事
- 本作連載前夕，作者畑健二郎在Twitter上公佈自己稍早之前已經結婚的消息，對象是聲優浅野真澄[79][80]。
- 在本作開始連載的《週刊少年Sunday》2018年12號上，也刊載了作者的師父久米田康治的特別短篇。短篇中，《改造新人類》的角色以本作開始連載一事為題材進行了諸多惡搞，如預言本作也許將會像《UQ HOLDER!》改名為《UQ Holder！ ～魔法老師！第2季～》一樣，改名為《2 總之就是很可愛》等[81]。

- 本作的漫画40话对中美贸易战也有所提及。

## 電視動畫
2020年3月公佈本作將電視動畫化的消息。第1季於2020年10月至12月播放。
2021年11月6日公布将制作第2季、新作《總之就是很可愛 〜制服〜》於2022年11月22日播出。第2季於2023年4月至6月播放。新作《總之就是很可愛 女子高中篇》於同年7月至8月播放。

### 製作人員
|          | 第1季                    | 第2季                    | 女子高中篇               |
| -------- | ------------------------ | ------------------------ | ------------------------ |
| 原作     | 畑健二郎                 | 畑健二郎                 | 畑健二郎                 |
| 導演     | 博史池畠                 | 博史池畠                 | 博史池畠                 |
| 系列構成 | 兵頭一步                 | 兵頭一步                 | 兵頭一步                 |
| 角色設計 | 佐佐木政勝               | 佐佐木政勝               | 佐佐木政勝               |
| 道具設計 | 岩畑剛一                 | 岩畑剛一                 | 岩畑剛一                 |
| 道具設計 | -                        | 鈴木典孝                 | 鈴木典孝                 |
| 色彩設計 | 歌川律子                 | 歌川律子                 | 歌川律子                 |
| 美術監督 | 澀谷幸弘                 | 澀谷幸弘                 | 澀谷幸弘                 |
| 美術設定 | 益田賢治                 | 益田賢治                 | 益田賢治                 |
| 美術設定 | -                        | 中島美佳                 | 中島美佳                 |
| 攝影監督 | 大島由貴                 | 芹澤陽香                 | 芹澤陽香                 |
| 3DCG監督 | 大見有正                 | 山崎宏平                 | 山崎宏平                 |
| 特殊效果 | 福田直征                 | 福田直征                 | 福田直征                 |
| 剪輯     | 関一彦                   | 関一彦                   | 関一彦                   |
| 音響監督 | 本山哲                   | 本山哲                   | 本山哲                   |
| 音樂     | エンドウ.                | エンドウ.                | エンドウ.                |
| 動畫製作 | Seven Arcs               | Seven Arcs               | Seven Arcs               |
| 製作     | 總之就是很可愛製作委員會 | 總之就是很可愛製作委員會 | 總之就是很可愛製作委員會 |

### 主題曲
第1季
片頭曲
作詞、作曲、編曲：Yunomi；主唱：由崎司（鬼頭明里）
片尾曲
作詞、作曲、編曲：エンドウ；主唱：カノエラナ
插入曲（第2話）
作詞、作曲、主唱：田中マイミ
特別篇 ～制服～
片頭曲Tsukasa's♪ Kitchen
作詞：PA-NON，作曲：：編曲：Kohei Yokono
主唱：由崎司（鬼頭明里）
第2季
片頭曲
作詞、作曲、編曲：Neko Hacker；主唱：由崎司（鬼頭明里）
片尾曲
作詞、作曲、編曲：；主唱：由崎司（鬼頭明里）
女子高中篇
片頭曲plan
作詞、作曲、編曲：in the blue shirt；主唱：早見沙織
片尾曲
作詞、作曲、編曲：Chinozo；主唱：由崎司（鬼頭明里）

### 各話列表
| 話數   | 日文標題 | 中文標題           | 劇本     | 分鏡              | 演出              | 作畫監督                                             | 總作畫監督        | 首播日期        |       |
| 第1季  | 第1季    | 第1季              | 第1季    | 第1季             | 第1季             | 第1季                                                | 第1季             | 第1季           | 第1季 |
| ------ | -------- | ------------------ | -------- | ----------------- | ----------------- | ---------------------------------------------------- | ----------------- | --------------- | ----- |
| 第1話  |          | 結婚               | 兵頭一步 | 博史池畠          | 真野玲            | 佐佐木政勝                                           | 不適用            | 2020年 10月3日  |       |
| 第2話  |          | 初夜               | 兵頭一步 | 博史池畠          | 所俊克            | Lee Se Jong Oh Seung Hun                             |                   | 10月10日        |       |
| 第3話  |          | 姐妹               | 兵頭一步 | 宮澤努            | 瀨山康彥          | 平田賢一、堀江由美 鞠野黃英                          | 不適用            | 10月17日        |       |
| 第4話  |          | 約定               | 佐藤裕   | 八谷賢一          | 吉田俊司          | 成松義人、飯飼一幸 津熊健德                          | 不適用            | 10月24日        |       |
| 第5話  |          | 戒指               | 雜破業   | 北井嘉樹          | 小野田雄亮        | 佐佐木政勝                                           | 不適用            | 10月31日        |       |
| 第6話  |          | 報告               | 兵頭一步 | 舛成孝二          | 深瀬重            | 平田賢一、堀江由美 鞠野黃英                          | 不適用            | 11月7日         |       |
| 第7話  |          | 旅行               | 佐藤裕   | 博史池畠          | 安東大瑛          | 佐藤和巳、近藤瑠衣                                   | 不適用            | 11月14日        |       |
| 第8話  |          | 親子               | 佐藤裕   | 博史池畠          | 真野玲            | 佐佐木政勝                                           | 不適用            | 11月21日        |       |
| 第9話  |          | 日常               | 兵頭一步 | 所俊克            | 所俊克            | Lee Se Jong Oh Seung Hun                             |                   | 11月28日        |       |
| 第10話 |          | 歸路               | 兵頭一步 | 吉田英俊          | 加藤顕            | 櫻井拓郎、坪田慎太郎 相音光、岩崎亮 林信秀、岩崎令奈 | 不適用            | 12月5日         |       |
| 第11話 |          | 友人               | 佐藤裕   | 八谷賢一          | 吉田俊司          | 酒井KEI、成松義人 田之上慎、門智昭                   | 西田美彌子        | 12月12日        |       |
| 第12話 |          | 夫婦               | 兵頭一步 | 博史池畠          | 深瀬重            | 佐佐木政勝                                           | 不適用            | 12月19日        |       |
| 第13話 |          | SNS                | 兵頭一步 | 博史池畠          | 高田昌豊          | 佐佐木政勝                                           | 不適用            | 2021年 8月18日  |       |
| 特別篇 |          |                    |          |                   |                   |                                                      |                   |                 |       |
| 特別篇 | 制服     | 制服               | 兵頭一步 | 博史池畠          | 博史池畠          | 佐佐木政勝                                           | 不適用            | 2022年 11月22日 |       |
| 第2季  |          |                    |          |                   |                   |                                                      |                   |                 |       |
| 第1話  |          | 一切皆因有你       | 兵頭一步 | 岩畑剛一          | 福元信一          | 佐佐木政勝                                           | 不適用            | 2023年 4月7日   |       |
| 第2話  |          | 關於幸福           | 兵頭一步 | 博史池畠 須藤典彥 | 鎌田祐輔          | 佐佐木政勝                                           | 不適用            | 4月14日         |       |
| 第3話  |          | 在煙花消逝之前     | 佐藤裕   | 須藤典彦          | 須藤典彦 田中美典 | 佐佐木政勝                                           | 不適用            | 4月21日         |       |
| 第4話  |          | 親吻的部位         | 村越繁   | 大河原晴男        | 小野田雄亮        | 中谷藍、徳倉栄一                                     | 井戸田あかね      | 4月28日         |       |
| 第5話  |          | 興奮的溫泉名人之旅 | 兵頭一步 | 永居慎平          | 松井仁之          | 平田賢一                                             | 不適用            | 5月5日          |       |
| 第6話  |          | 於月影之下         | 佐藤裕   | 須藤典彥          | 須藤典彥 田中美典 | 河本美代子、久松沙紀 飯島友里惠                      | 西田美彌子        | 5月12日         |       |
| 第7話  |          | 更寬廣的世界       | 村越繁   | 金澤洪充          | 鐮田祐輔          | 堀江由美、奧田泰弘                                   | 井戶田茜 奧田泰弘 | 5月19日         |       |
| 第8話  |          | 口拒體誠           | 佐藤裕   | 小森秀人          | 田中貴大          | 新垣一成、西田美弥子 河本美代子 Han seung hui        | 不適用            | 5月26日         |       |
| 第9話  |          | 夏季日常           | 村越繁   | 岩畑剛一          | 松井仁之          | 佐佐木政勝                                           | 不適用            | 6月2日          |       |
| 第10話 |          | 謝謝               | 兵頭一步 | 永居慎平          | 小野田雄亮        | 中谷藍、德倉榮一 半扇門、RadPlus                     | 不適用            | 6月9日          |       |
| 第11話 |          | 於月光皎潔之夜     | 兵頭一步 | 小森秀人          | 松井仁之          | Han seung hui、平原南                                | 井戶田茜          | 6月16日         |       |
| 第12話 |          | 漫長歲月的盡頭     | 兵頭一步 | 岩畑剛一          | 須藤典彥 田中美典 | 三橋美枝子、堀江由美 西田美彌子、平田賢一            | 西田美彌子        | 6月23日         |       |

| 話數  | 日文標題 | 中文標題         | 劇本     | 分鏡     | 演出                  | 作畫監督                      | 總作畫監督 | 首播日期       |
| ----- | -------- | ---------------- | -------- | -------- | --------------------- | ----------------------------- | ---------- | -------------- |
| 第1話 |          | 月亮與星星的算式 | 村越繁   | 宮澤努   | 朝日菜穗子 青木香奈枝 | 木下由衣                      | 木下由衣   | 2023年 7月12日 |
| 第2話 |          | 老師的日常       | 兵頭一步 | 須藤典彥 | 須藤典彥 田中美典     | 堀江由美、服部益實 西田美彌子 | 井戶田茜   | 7月26日        |
| 第3話 |          | 戀愛大都很複雜   | 佐藤裕   | 井出安軌 | 鐮田祐輔              | 韓承熙、平原南                | 不適用     | 8月9日         |
| 第4話 |          | 跨越千個夜晚     | 兵頭一步 | 宮澤努   | 須藤典彥 田中美典     | 佐佐木政勝                    | 不適用     | 8月23日        |

### 播放平台
| 播放日期                | 播放時間（UTC+9）         | 播放電視台 | 播放地區   |
| ----------------------- | ------------------------- | ---------- | ---------- |
| 2020年10月3日－12月19日 | 星期六 1時05分－1時35分   | TOKYO MX   | 東京都     |
| 2020年10月6日－12月22日 | 星期二 2時29分－2時59分   | 讀賣電視台 | 近畿廣域圏 |
|                         | 星期二 23時30分－0時00分  | BS日本     | 日本全國   |
| 2020年10月9日－12月25日 | 星期五 22時00分－22時30分 | AT-X       | 日本全國   |

| 配信開始日              | 更新時間                | 配信地點 |
| ----------------------- | ----------------------- | --- |
| 2020年10月3日－12月19日 | 星期六 1時05分－1時35分 | ABEMA |
| 2020年10月7日－12月23日 | 星期三 12時00分 更新    | DOCOMO動畫商城 U-NEXT dTV FOD アニメ放題  亞馬遜Prime影音 ビデオマーケット  DMM動畫 Music.jp GYAO!ストア  萬代頻道 J:COMオンデマンド  milplus イッツコムオンデマンド  TELASA Google Play Rakuten TV |

| 播映地區         | 播映平台 | 播映日期               | 播映時間              | 備註   |
| 第1季            | 第1季    | 第1季                  | 第1季                 | 第1季  |
| ---------------- | -------- | ---------------------- | --------------------- | ------ |
| 中國大陸         | 哔哩哔哩 | 2020年10月3日—12月19日 | 星期六 00:05（UTC+8） | [ 88 ] |
| 香港、澳門、台灣 | bilibili | 2023年4月21日全集上架  | 2023年4月21日全集上架 | [ 89 ] |
| 第2季            |          |                        |                       |        |
| 香港、澳門、台灣 | bilibili | 2023年4月8日—8月23日   | 星期六 01:05（UTC+8） | [ 90 ] |
| 中國大陸         | 哔哩哔哩 | 2023年4月8日—8月23日   | 星期六 01:05（UTC+8） | [ 91 ] |

### BD
| 卷數                          | 發售日期      | 收錄話數                             | 規格編號  |
| 第1季                         | 第1季         | 第1季                                | 第1季     |
| ----------------------------- | ------------- | ------------------------------------ | --------- |
| BOX                           | 2021年3月22日 | 第1話—第12話                         | KWXA-2574 |
| OVA《總之就是很可愛 〜SNS〜》 |               |                                      |           |
| -                             | 2021年8月18日 | 全1話                                | KWXA-2604 |
| 第2季                         |               |                                      |           |
| BOX                           | 2023年9月1日  | 第1話—第12話 總之就是很可愛 〜制服〜 | KWXA-2920 |
| 女子高中篇                    |               |                                      |           |
| BOX                           | 2023年12月8日 | 第1話—第4話                          | KWXA-2962 |

### 網路廣播
2020年10月25日起，由由崎司的聲優鬼頭明里以及由崎星空的聲優榎木淳彌所主持的網路廣播《電視動畫《總之就是很可愛》司和星空可愛&珍貴的新婚廣播簡稱トニラジ廣播！》在音泉上不定期播出。

## 備註
1. ↑  華納兄弟、Crunchyroll、小學館、小學館集英社製作、KLOCKWORX。
2. 漫畫英文版名同日文版副標題，直译为“带我飞向月球”。Crunchyroll動畫英文名爲。
3. ↑  在《竹取物語》中，輝夜姬沒能夠與任何人結為連理便回到了月亮上。
4. ↑  漫畫第9卷、第88話。
5. ↑  漫畫第3卷、第24話。
6. ↑  漫畫第4卷、第29話。
7. ↑  漫畫第180話。
8. ↑  漫畫第120話。
9. ↑  漫畫第8卷、第71話。
10. ↑  漫畫第143話。
11. ↑  漫畫第10卷、第92話。
12. ↑  漫畫第181話。
13. ↑  此时岩笠的女儿还不叫司，在被厩户赋名之前，她都没有名字（或者说是她忘记了自己以前的名字）。下文为了简便和防止迷惑统称她为“司”。

## 外部連結
- 《週刊少年Sunday》官方網站上的本作介紹頁（日語）
- 電視動畫《總之就是很可愛》官方網站（日語）
- 電視動畫《總之就是很可愛》的X（前Twitter）（日語）